# Partido Solidaridad Democrática
El Partido Solidaridad Democrática (inglés: Democratic Solidarity Party) fue un partido político liberal en Cuba.

## Historia
Aunque los cambios a la constitución cubana en 1992 despenalizaron el derecho a formar partidos políticos distintos al Partido Comunista de Cuba, estos partidos no pueden hacer campaña ni participar en ninguna actividad política pública en la isla. El partido Solidaridad Democrática se describió a sí mismo como "una organización dentro de Cuba que promueve la democracia y el respeto a los derechos humanos por la vía pacífica". El último presidente del partido fue Fernando Sánchez López. El partido era miembro de pleno derecho de la Internacional Liberal. Se fusionó con el Partido Nacional Liberal de Cuba en febrero de 2014 para formar el Partido Solidaridad Liberal Cubano, PSLC (inglés: Cuban Liberal Solidarity Party, CLSP)

## Membresía
En febrero de 2007, las siguientes personas fueron elegidas para el comité ejecutivo nacional de PSD:
1. Fernando Sánchez López, residente.
2. Antonio Torres Justo, vicepresidente pro tempore y secretario ejecutivo
3. Carlos Aitcheson Guzmán, relaciones internacionales pro tempore
4. Marcos Fiallo Samper, Finanzas
5. Ignacio Padrón Navarro, Organizador
6. Osmar Laffita, relaciones públicas y vocero
7. Orestes Cartaya Lirio, temas de juventud
8. Juan de Dios Duque, derechos humanos y atención a los presos políticos
9. Raúl Chávez Valdivia, Representante de las provincias orientales Granma, Santiago de Cuba, y Guantánamo.
10. Wilber Hernández Acosta, representante de las provincias orientales Ciego de Ávila, Camagüey, Las Tunas, y Holguín.
11. Rolando Delgado, representante de las provincias occidentales
12. Jorge Verrier Rodríguez, representante de las provincias centrales
13. Rafael Arias Carmona, problemas obreros y campesinos
14. Adolfo Fernández Sainz, relaciones internacionales, preso en la Primavera Negra de 2003[2]
15. Margarita Cienfuegos, secretaria de la mujer

Delegados provinciales
1. Rolando Delgado Ramos, Pinar del Río
2. Ignacio Padrón Navarro, provincia La Habana
3. Hermes Diago Gómez, Matanzas
4. Ricardo Filgueira Fajardo, Cienfuegos
5. Juan de Dios Ortueta, Villa Clara.
6. Rubén Mulén Torno, S.Spíritus
7. Israel Savigñón Revé, Camagüey
8. Amauri Peña Rodríguez, Las Tunas
9. Raúl Chávez Valdivia. Granma
10. Eidy Graña Toledo, Holguín
11. Dr. Arnoldo de la Cruz Bañobre, Santiago de Cuba
12. Argos Alejandro Matos Ricardo, ciudad de La Habana